# Wolverine (banda)
Wolverine es una banda sueca de metal progresivo formada en 1995 en Söderhamn por Stefan Zell y Marcus Losbjer. En sus inicios era una banda de death metal melódico, pero con la edición de su primer trabajo, el EP Fervent Dream, en noviembre de 1999 su música empezó a tomar caminos progresivos, hasta el límite de eliminar casi todos los elementos del death metal que había en su estilo en sus últimos trabajos, Communication Lost y Machina Viva
Hasta la fecha han publicado un EP y cinco álbumes: The Window Purpose (2001), Cold Light of Monday (2003), Still (2006), Communication Lost (2011) y Machina Viva (2016).

## Miembros
- Stefan Zell - voces limpias y bajo en The Window Purpose y Cold Light of Monday
- Mikael Zell - guitarra eléctrica
- Thomas Jansson - bajo
- Marcus Losbjer - batería y voces guturales
- Per Henriksson - teclados

### Miembros pasados
- C. H. Landegren - guitarra eléctrica y coros
- Per Broddesson - guitarra eléctrica
- Andreas Baglien - teclados

## Discografía
- Fervent Dream (EP, 1999, reeditado en 2001)
- The Window Purpose (2001, reeditado en 2005)
- Cold Light of Monday (2003)
- Still (2006)
- Communication Lost (2011)
- Machina Viva (2016)